# Bathyuroconger vicinus
Bathyuroconger vicinus är en fiskart som först beskrevs av Vaillant, 1888.  Bathyuroconger vicinus ingår i släktet Bathyuroconger och familjen havsålar. IUCN kategoriserar arten globalt som livskraftig. Inga underarter finns listade.

## Bildgalleri

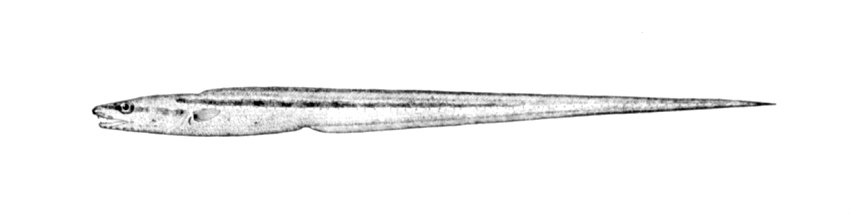
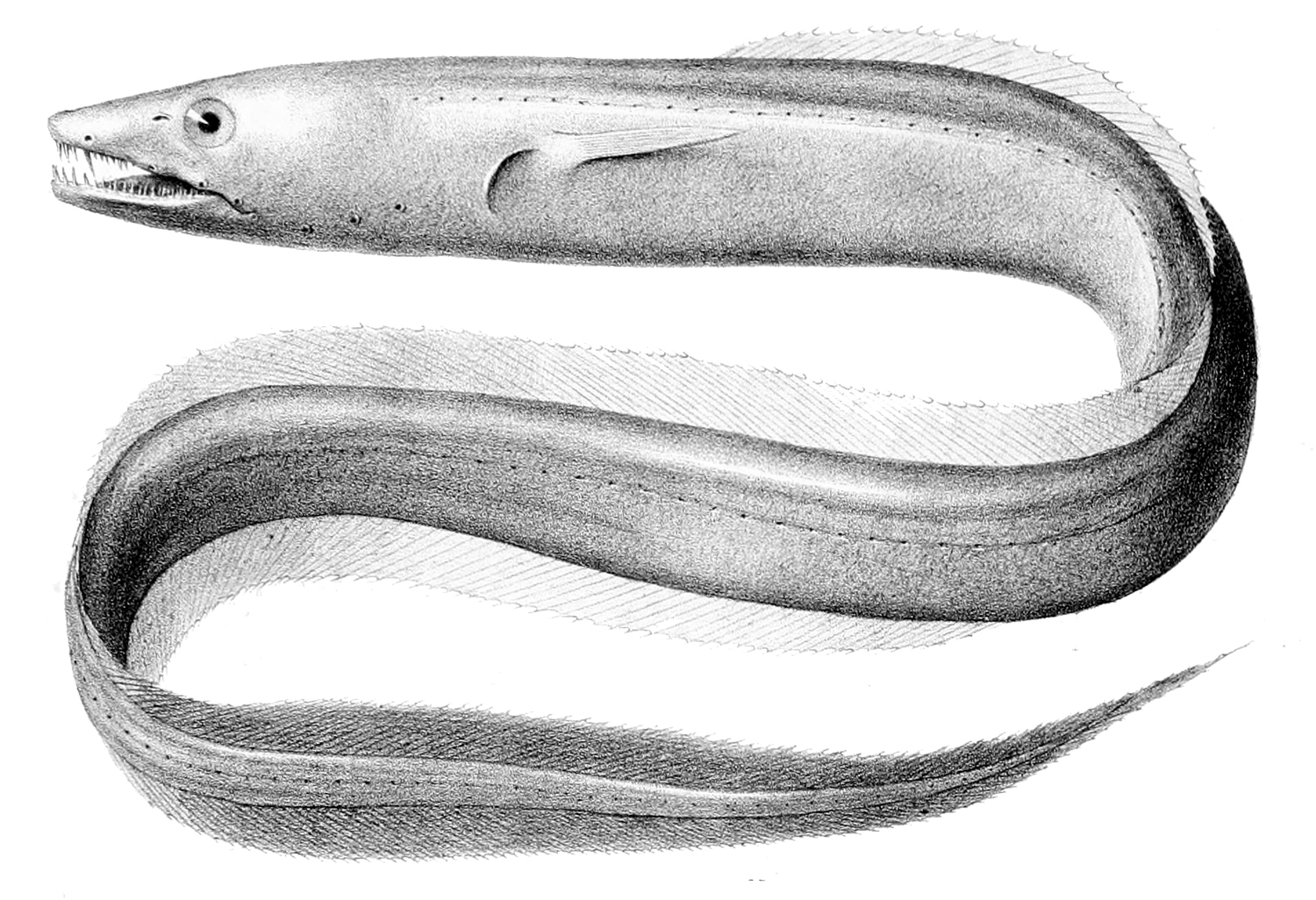